# Gene Wilder

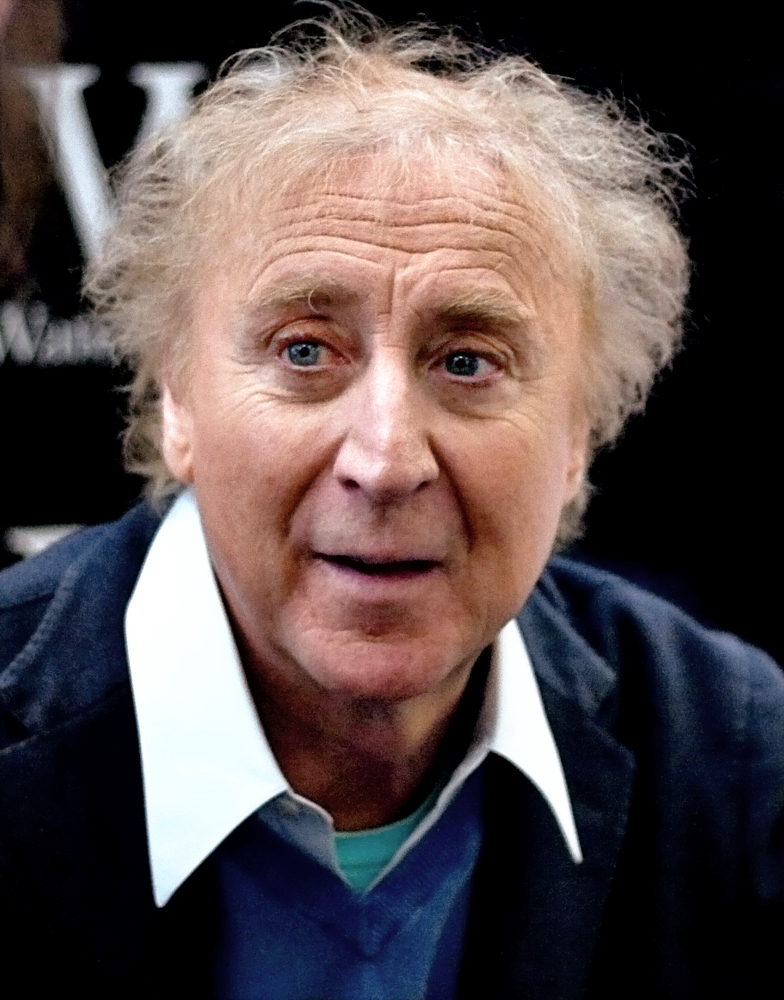
Gene Wilder (2007)

Gene Wilder (* 11. Juni 1933 in Milwaukee, Wisconsin als Jerome Silberman; † 29. August 2016 in Stamford, Connecticut) war ein US-amerikanischer Schauspieler, Komiker, Autor und Regisseur. Er zählte vor allem in den 1970er- und 1980er-Jahren zu den beliebtesten Filmkomödianten in Hollywood.

## Leben und Werk
Silberman lernte die Schauspielerei im The Actors Studio in New York. Dort nahm er den Künstlernamen Gene Wilder an, der sich aus der autobiografischen Figur Eugene in Thomas Wolfes Roman Schau heimwärts, Engel (1929) und dem Dramatiker Thornton Wilder zusammensetzt.
Seine Schauspielerlaufbahn begann Anfang der 1960er Jahre in Off-Broadway-Produktionen in New York City. Erste Aufmerksamkeit erregte der Komiker in Broadway-Produktionen wie Das weiße Haus 1964 an der Seite von Helen Hayes. 1963 stand er gemeinsam mit Anne Bancroft, der damaligen Lebensgefährtin und späteren Ehefrau von Mel Brooks, in Bertolt Brechts Mutter Courage auf der Bühne. Im selben Jahr spielte er in der Bühnenfassung von Ken Keseys Roman Einer flog über das Kuckucksnest den jungen Billy Bibbit.
1967 machte Wilder in dem erfolgreichen Gangsterfilm Bonnie und Clyde durch eine Nebenrolle auf sich aufmerksam – in der für ihn typischen Rolle eines sanftmütigen Durchschnittsmannes, der mit außergewöhnlichen Herausforderungen zu kämpfen hat. Im Jahr darauf engagierte ihn Mel Brooks für sein Filmdebüt Frühling für Hitler, mit dem ihm der Durchbruch als Filmkomiker gelang. Für seine Darstellung war er für einen Oscar nominiert. 1974 war er in der Titelrolle in Frankenstein Junior zu sehen. Hier spielte er ebenfalls unter der Regie von Mel Brooks, mit dem er auch das Drehbuch zu dem Film verfasst hatte. Im selben Jahr war er auch in Brooks’ Westernparodie Der wilde wilde Westen zu sehen.

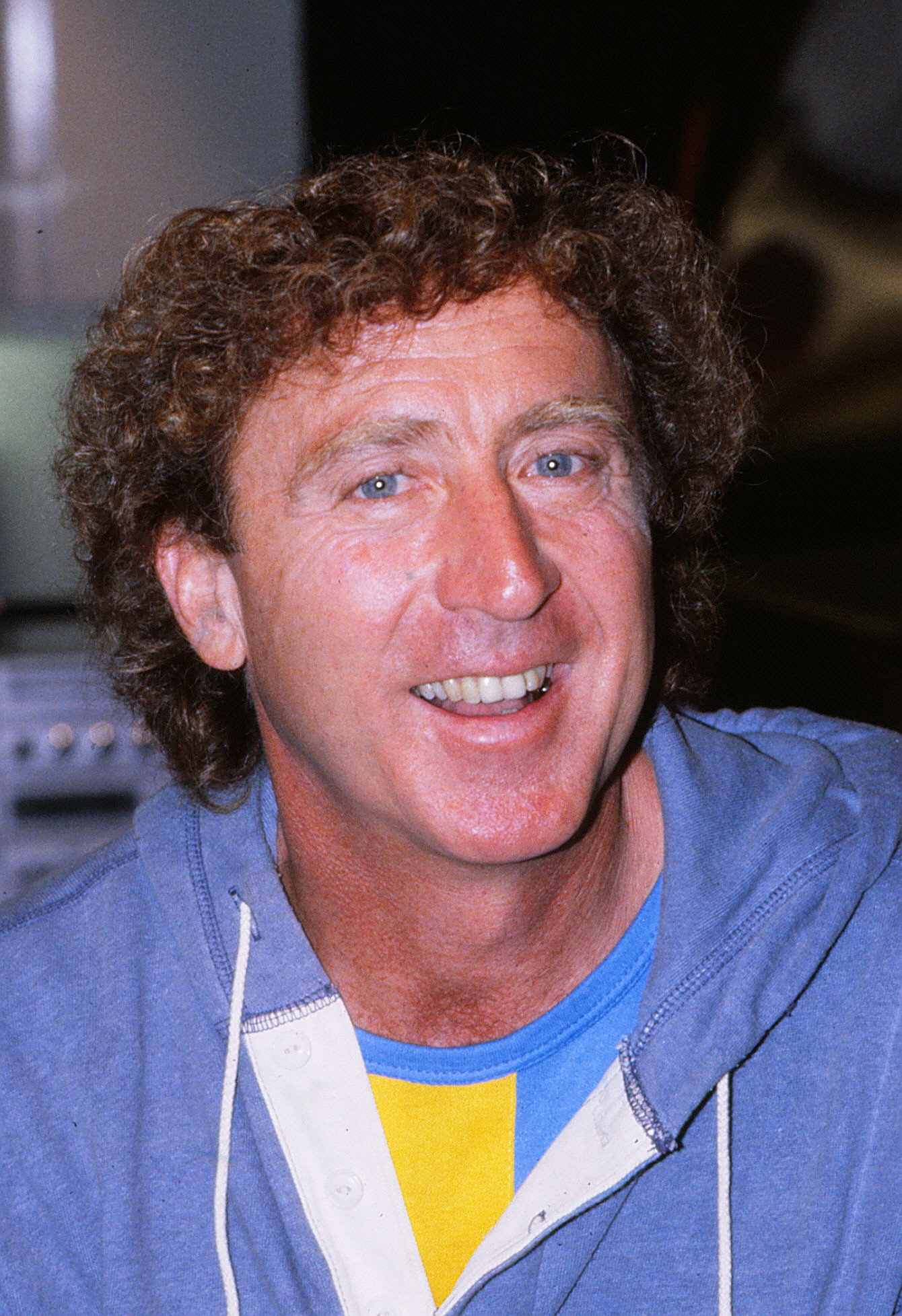
Gene Wilder (1984)

Gene Wilder zählte in den 1970er und 1980er Jahren zu den beliebtesten Filmkomödianten und spielte in Streifen wie Charlie und die Schokoladenfabrik (1971), Woody Allens Was Sie schon immer über Sex wissen wollten (1972), Trans-Amerika-Express (1976) oder Ein Rabbi im Wilden Westen (1979). Zwischen 1975 und 1986 realisierte Wilder als Regisseur und Autor fünf Filmkomödien, darunter Sherlock Holmes’ cleverer Bruder (1975), Der größte Liebhaber der Welt (1977) und Die Frau in Rot (1984). Letzterer wurde zu einem der größten Erfolge für Wilder.
Trans-Amerika-Express war die erste von vier Komödien, die Wilder zwischen 1976 und 1991 zusammen mit seinem Co-Star Richard Pryor drehte. Beide avancierten zu einem der populärsten Komikerduos dieser Zeit. Mit Filmen wie Kein Baby an Bord (1990) konnte Wilder nicht mehr an seine früheren Erfolge anknüpfen und trat ab 1993 nur noch in Fernsehserien auf.  2003 setzte er sich kurz nach einem Gastauftritt in der Fernsehserie Will & Grace, für den er  einen Emmy Award in der Kategorie Gastdarsteller in einer Comedyserie gewann, als Schauspieler zur Ruhe.
Von 1984 bis zu ihrem frühen Tod durch Eierstockkrebs im Jahr 1989 war Gene Wilder in dritter Ehe mit seiner Kollegin Gilda Radner verheiratet, mit der er gemeinsam in vier Filmen (Hanky Panky, Der wilde wilde Westen, Hochzeitsnacht im Geisterschloss und Die Frau in Rot) auftrat. Von 1991 bis zu seinem Tod war Wilder in vierter Ehe mit der Kostümbildnerin Karen Boyer verheiratet.
1996 veröffentlichte Wilder gemeinsam mit dem Onkologen Steven Piver das Buch Gilda’s Disease über die Erkrankung und den Tod von Gilda Radner. Zwischen 2005 und 2013 verfasste Wilder fünf weitere Bücher: die Memoiren Kiss Me Like a Stranger (2005), drei Romane, darunter den Spionageroman My French Whore, und die Kurzgeschichtensammlung What Is This Thing Called Love?.
Wilder litt in den letzten drei Jahren seines Lebens an einer Alzheimer-Erkrankung, an deren Folgen er am 29. August 2016 im Alter von 83 Jahren verstarb.

## Filmografie (Auswahl)
- 1967: Bonnie und Clyde (Bonnie and Clyde)
- 1968: Frühling für Hitler (The Producers)
- 1970: Der Traumtänzer (Quackser Fortune Has A Cousin In The Bronx) – Regie: Waris Hussein
- 1970: Die Französische Revolution fand nicht statt (Start the Revolution Without Me)
- 1971: Charlie und die Schokoladenfabrik (Willy Wonka & the Chocolate Factory)
- 1972: Was Sie schon immer über Sex wissen wollten (Everything You Always Wanted to Know About Sex)
- 1974: Der wilde wilde Westen (auch: Is' was, Sheriff?) (Blazing Saddles)
- 1974: Der kleine Prinz (The Little Prince)
- 1974: Frankenstein Junior (Young Frankenstein)
- 1974: Rhinoceros
- 1975: Sherlock Holmes’ cleverer Bruder (The Adventure of Sherlock Holmes' Smarter Brother)
- 1976: Trans-Amerika-Express (Silver Streak)
- 1977: Der größte Liebhaber der Welt (The Worlds Greatest Lover) – (& Regie)
- 1979: Ein Rabbi im Wilden Westen (The Frisco Kid)
- 1980: Sunday Lovers
- 1980: Zwei wahnsinnig starke Typen (Stir Crazy)
- 1982: Der Geisterflieger (Hanky Panky)
- 1984: Die Frau in Rot (Woman in Red) (& Regie)
- 1986: Hochzeitsnacht im Geisterschloß (Haunted Honeymoon)
- 1989: Die Glücksjäger (See No Evil, Hear No Evil)
- 1990: Kein Baby an Bord (Funny About Love)
- 1991: Das andere Ich (Another You)
- 1999: Alice im Wunderland (Alice in Wonderland)
- 2002: Will & Grace

## Deutsche Synchronsprecher
Am häufigsten, nämlich sechsmal, wurde Gene Wilder in den deutschen Fassungen seiner Filme von Harry Wüstenhagen synchronisiert (u. a. in der Kinosynchronisation von Was Sie schon immer über Sex wissen wollten...). Daneben wurde er auch von Jürgen Thormann (viermal, u. a. in Frankenstein Junior) und Wolfgang Draeger (dreimal, u. a. in Charlie und die Schokoladenfabrik) wiederholt gesprochen. Im für Wilders Karriere wichtigen Film Frühling für Hitler lieh ihm Harald Leipnitz seine Stimme, in Der wilde wilde Westen Michael Chevalier.

## Auszeichnungen und Nominierungen
- 1962: Clarence Derwent Award für Complaisant Lover
- 1968: Oscar-Nominierung als Bester Nebendarsteller für The Producers
- 1971: Golden-Globe-Award-Nominierung als Bester Schauspieler in einem Musical oder einer Komödie für Willy Wonka & the Chocolate Factory
- 1974: Oscar-Nominierung für das beste adaptierte Drehbuch für Young Frankenstein
- 1976: Golden-Globe-Award-Nominierung als Bester Schauspieler in einem Musical oder einer Komödie für Silver Streak